# Lampada
Lampada è un termine generico con cui si indica una sorgente luminosa artificiale. Il termine deriva dai nomi corrispettivi in latino (lampas, -ădis) e in greco antico (λαμπάς, -άδος).
A seconda del tipo di funzionamento, le lampade possono essere classificate in lampade a fiamma (in cui la luce è prodotta dalla combustione) e lampade elettriche (in cui l’effetto luminoso è prodotto utilizzando la corrente elettrica).

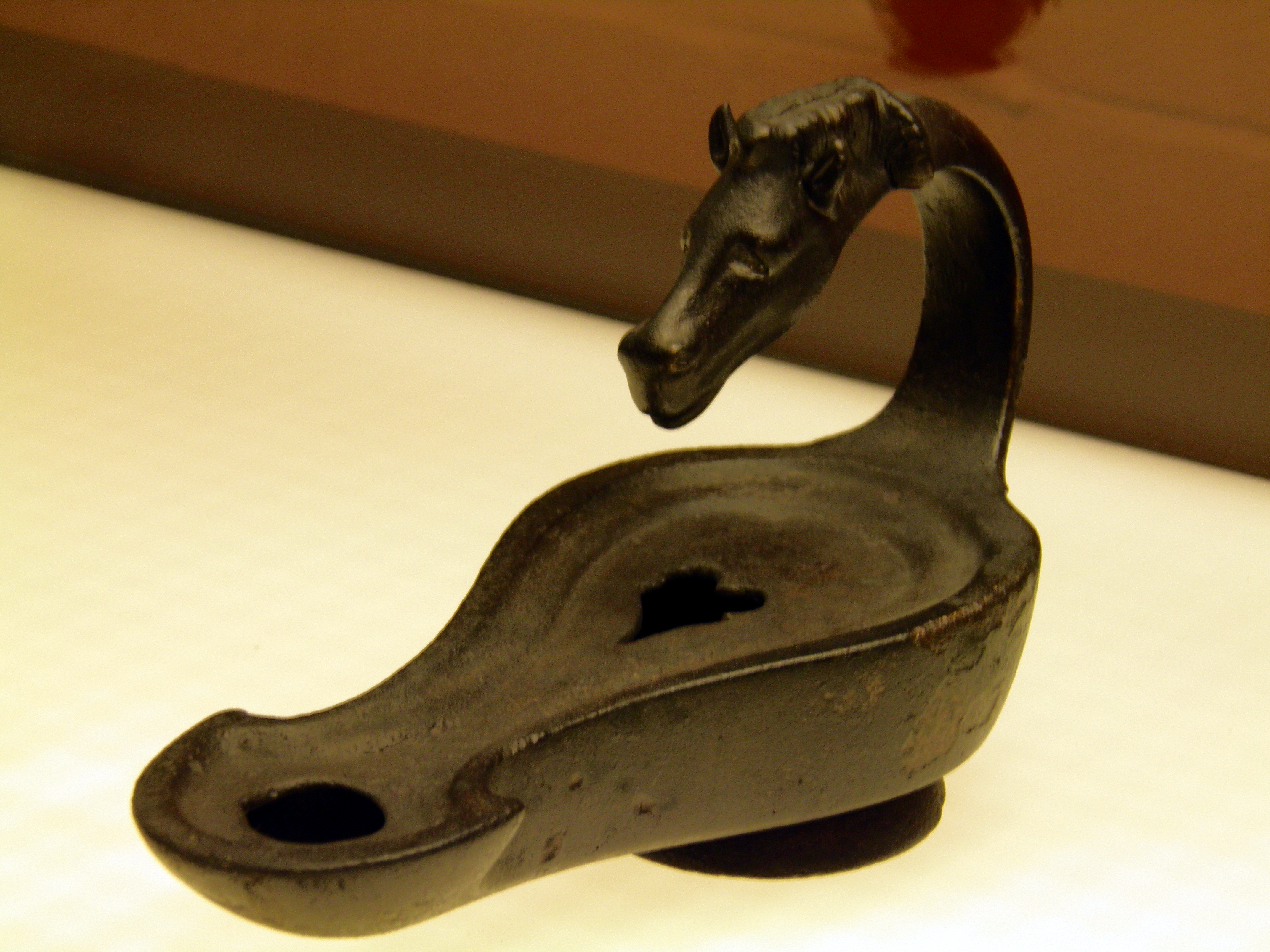
Antica lampada ad olio romana (lucerna), in bronzo, esposta presso il Römisch-Germanisches Museum di Colonia.

## Storia
Fin dall'antichità l'uomo ha inventato sistemi per procurarsi la luce. I greci e romani usarono lampade ad olio di origine vegetale, soprattutto olio di oliva. Altri popoli nel Medio oriente utilizzavano il petrolio che affiorava spontaneamente in superficie in alcune zone. Questi oggetti erano costituiti da contenitori in terracotta, bronzo, ottone o altro materiale in cui era contenuto l'olio; in un beccuccio laterale era inserito uno stoppino su cui bruciava il combustibile attirato per capillarità. Rispetto alle candele la luce prodotta è più intensa. Oggi sono ancora usate lampade a cherosene, basate su principi simili, ma che producono una luce ancora più intensa.

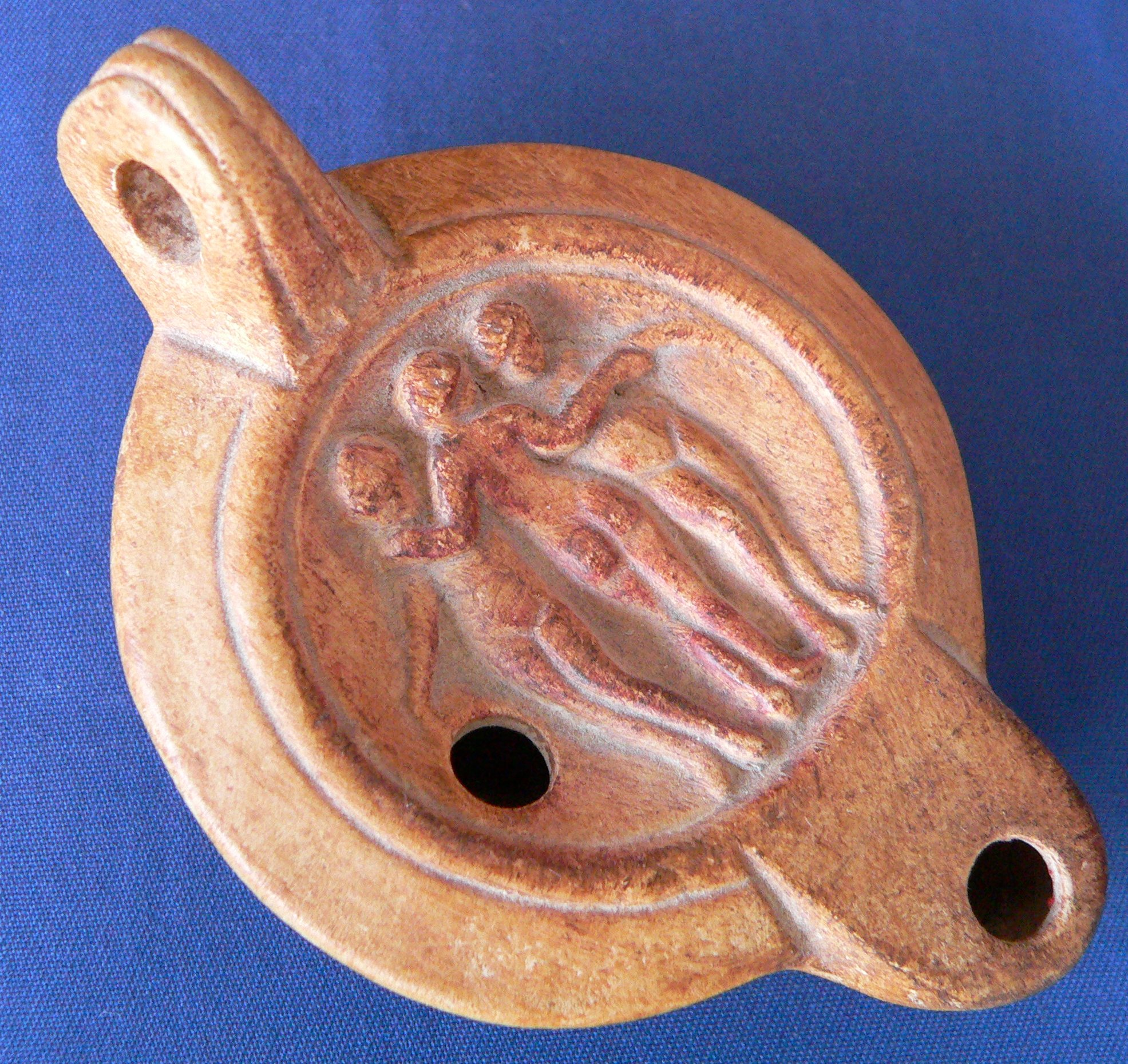
Un esempio di antica lampada ad olio romana (lucerna), in terracotta.

Gli esempi più antichi di lampade sono quelle a combustione di grassi liquidi, consistenti in un recipiente contenente il combustibile nel quale era immersa in parte una miccia, detta comunemente "stoppino", alla cui estremità libera ardeva il liquido assorbito per capillarità.
Attraverso i secoli questa forma di illuminazione ha avuto diverse evoluzioni, essendo costruita in vari materiali, fra i quali la terracotta e il ferro. Le prime lampade aventi una struttura in metallo appartengono al XIV secolo e potevano essere portatili o fisse. Quelle portatili erano dotate di un fusto sottile di metallo, con un anello all'estremità superiore a base espansa, così da formare un piccolo serbatoio per l'olio, con uno o più becchi.
Tra il XV e il XVI secolo la lampada assume le più svariate forme, spesso d'ispirazione classica, mentre tra il XVII e il XVIII secolo le lampade dette "a sospensione" vengono decorate con l'aggiunta di elementi dorati o argentati oppure vengono cesellate e destinate ad ornare gli interni di palazzi e chiese.

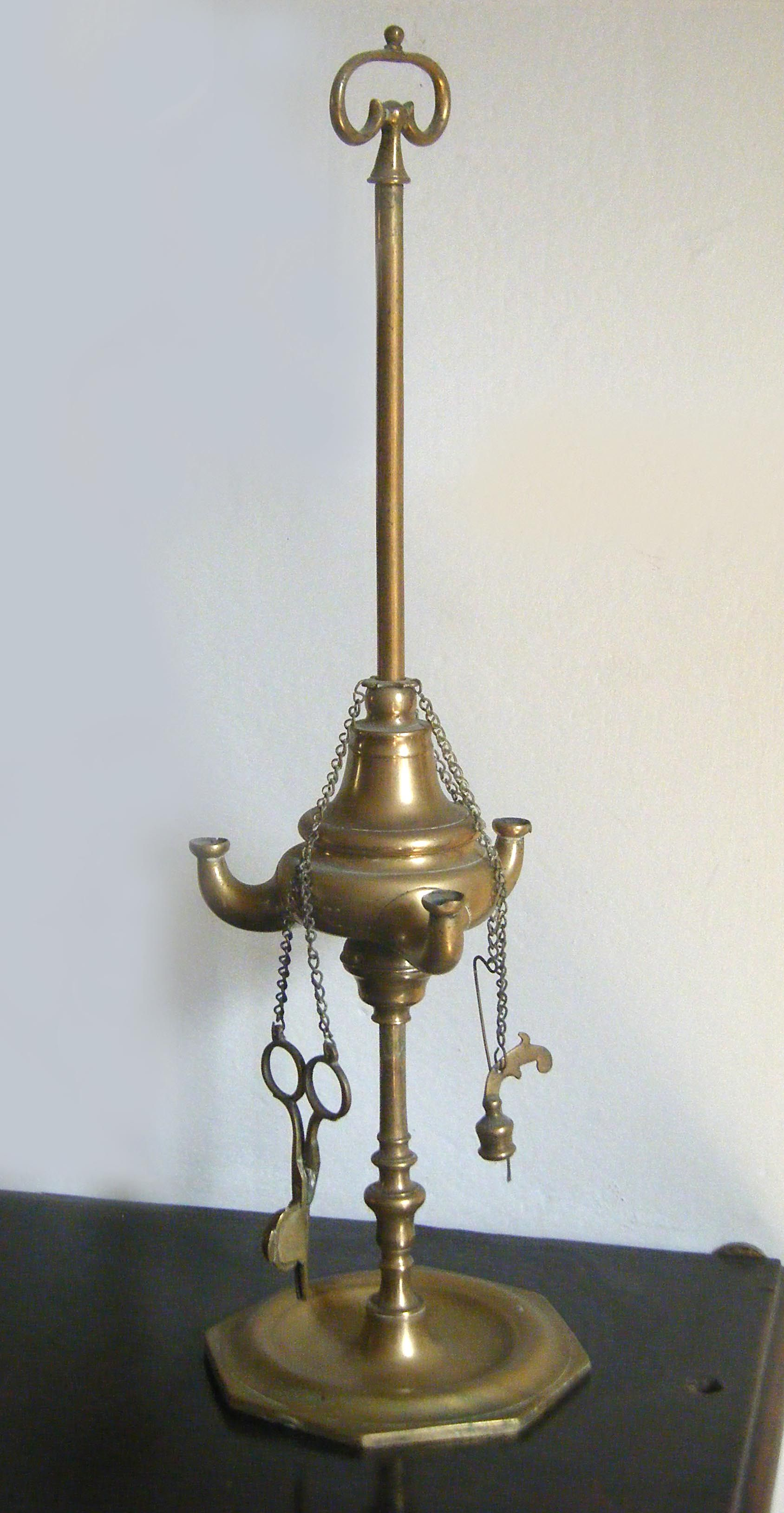
Lampada a olio del XVII secolo

Una radicale innovazione nel campo delle lampade è stata, più che l'introduzione delle lampade a gas, quella delle lampade elettriche. La presenza del ferro battuto nelle lampade moderne è limitata alla base decorativa che sorregge il paralume (usualmente in tessuto a forma tronco-conica), oppure alla forgiatura di particolari tipo di lampade per l'arredo.

Molto usate nel XIX secolo furono le lampade a gas, sia per l'illuminazione pubblica delle strade sia nelle abitazioni private. Il gas illuminante utilizzato era una miscela costituita da idrogeno (50%), metano (35%), monossido di carbonio (10%) e etilene (5%) e veniva prodotto a partire dal coke con un processo di gassificazione. Era quindi accumulato nei gasometri e distribuito attraverso una capillare rete urbana. La combustione del gas può avvenire a fiamma libera oppure all'interno di una reticella di metallo agente da catalizzatore. Esistono lampade a gas alimentate da bombole di propano (GPL) utilizzate particolarmente in campeggio.

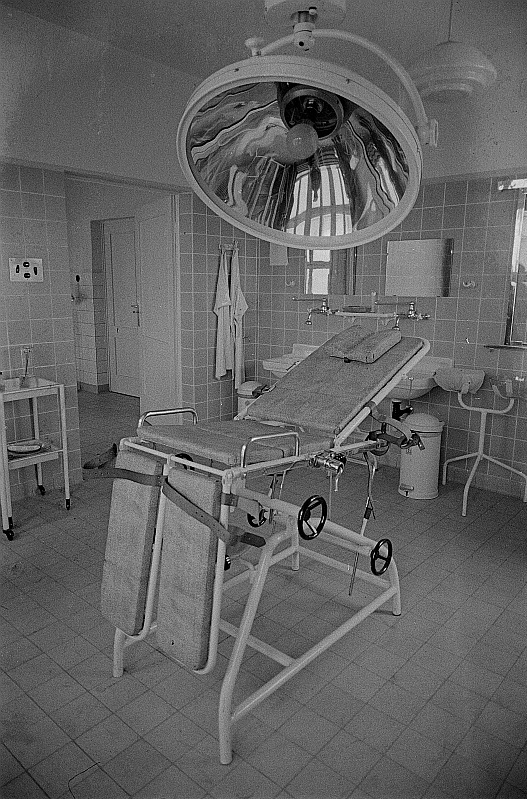
Vecchia sala operatoria del 1954 con lampada scialitica circolare

Intorno al 1900 fu inventata la lampada a carburo, che forniva molta più luce di quelle a petrolio. È costituita da due contenitori, uno superiore pieno di acqua ed uno inferiore contenente carburo di calcio (CaC2). Facendo lentamente gocciolare acqua sul carburo avviene una reazione che produce il gas acetilene. Questo viene convogliato ad un beccuccio dove brucia con fiamma intensamente luminosa.
L'utilizzo di lampade a fiamma libera nelle miniere di carbone rappresentò per lungo tempo un grave pericolo, poiché nelle gallerie poteva accumularsi il grisù, una miscela esplosiva di aria e metano, che poteva essere innescata dalla fiamma. Importante fu quindi l'invenzione da parte del chimico Humphry Davy nel 1815 della lampada di sicurezza o lampada di Davy. In essa la fiamma era isolata dall'aria da una fine reticella di rame che impediva il propagarsi dell'esplosione.
Le lampade moderne sono prevalentemente elettriche, ad arco, a scarica o ad incandescenza.

## Tipi di lampade
- Lampada a olio
  - Lucerna
  - Cesendello
  - Lampada a cherosene o petrolio
- Lampada ad arco
  - Lampada allo xeno
- Lampada a carburo
- Lampada a effluvio
- Lampada a idrogeno
- Lampada di Davy
- Lampada di Geordie
- Lampada a incandescenza
  - Lampada alogena
- Lampada a LED
  - Lampada a filamenti LED
  - Tubo LED
- Lampada al plasma
- Lampada a scarica
  - Lampada fluorescente
  - Lampada ad alogenuri metallici (HQI)
  - Lampada di Wood
  - Lampada al neon
- Lampada scialitica
- Lampada touch

### Lampadario
Rispetto alla lampada, il lampadario è caratterizzato dal fatto di essere sospeso o applicato ad un'altezza conveniente in modo da illuminare dall'alto l'ambiente circostante e di essere costruito in modo da costituire anche ornamento all'ambiente stesso. L'uso di tali apparecchi per l'illuminazione artificiale diviene comune con l'adozione della candela a cera soprattutto all'interno di abitazioni private.
- Polycandelon

### Applique
Una variante dei lampadari piuttosto particolare è quella rappresentata dalle cosiddette applique. Queste possono essere definite come lampadari applicati al muro verticale, la cui origine è contemporanea a quella del lampadario centrale sospeso. Le fogge delle applique sono le più diverse, da quelle semplici e lineari rappresentate da una parte fissata al muro che sostiene il piattino che conterrà la candela a quelle con due o più bracci.
La parte che permette di trasformare l'applique in un oggetto d'arredo di un certo valore è quella fissata al muro, poiché presenta una minore o maggiore cura nelle decorazioni, rispecchiando lo stile dell'epoca nella quale è stata forgiata. L'uso di fissare i lampadari alle pareti si diffonde a partire dall'età barocca, anche per il gusto puramente estetico di associare alla fonte principale di illuminazione ovvero al lampadario un elemento che ne riprendesse i motivi più rilevanti stilizzandoli.

## Galleria d'immagini

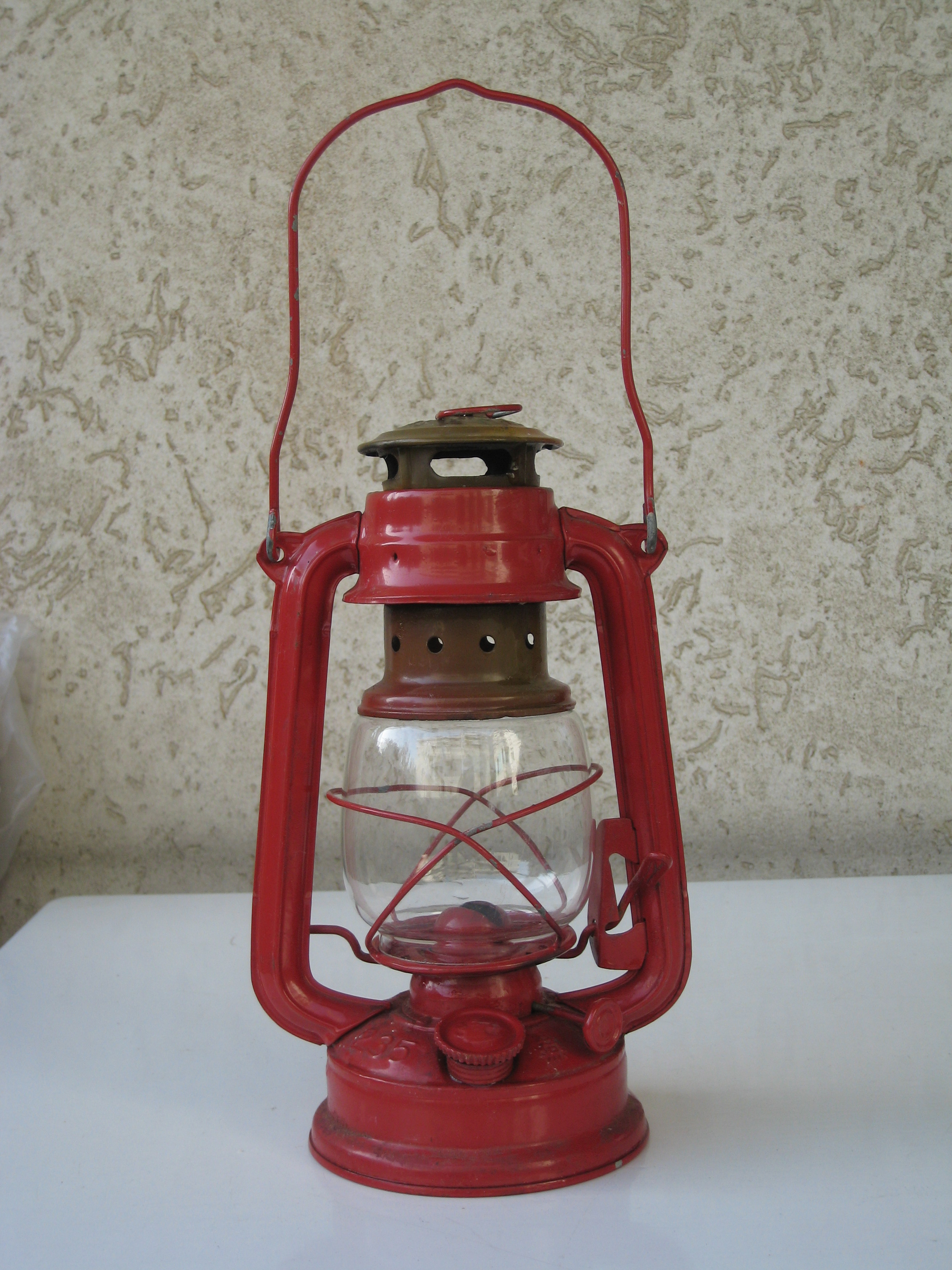
Lampada a petrolio
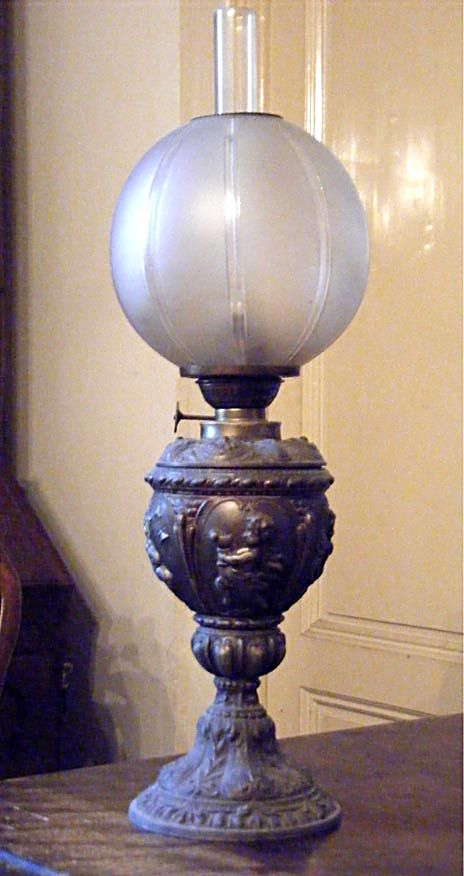
Lampada a petrolio di fine Ottocento con bulbo in vetro opaco
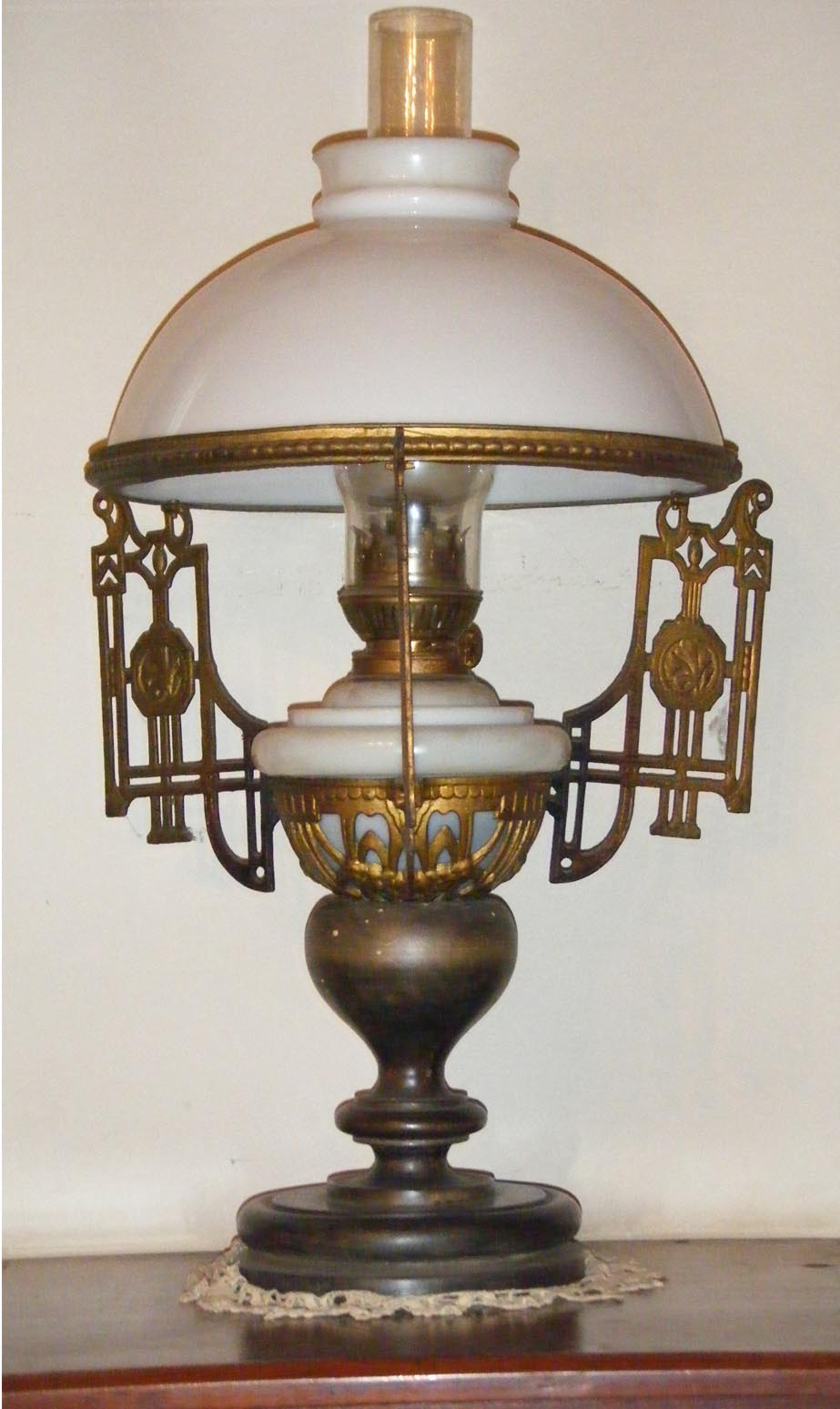
Lampada a petrolio di fine Ottocento in stile Liberty
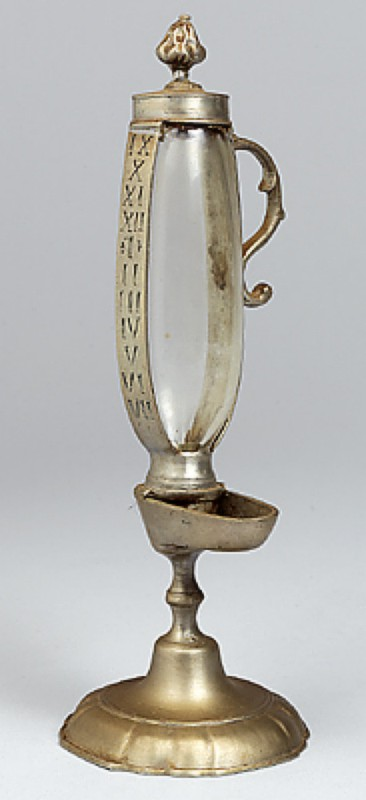
Una particolare lampada ad olio barocca che segna anche il tempo
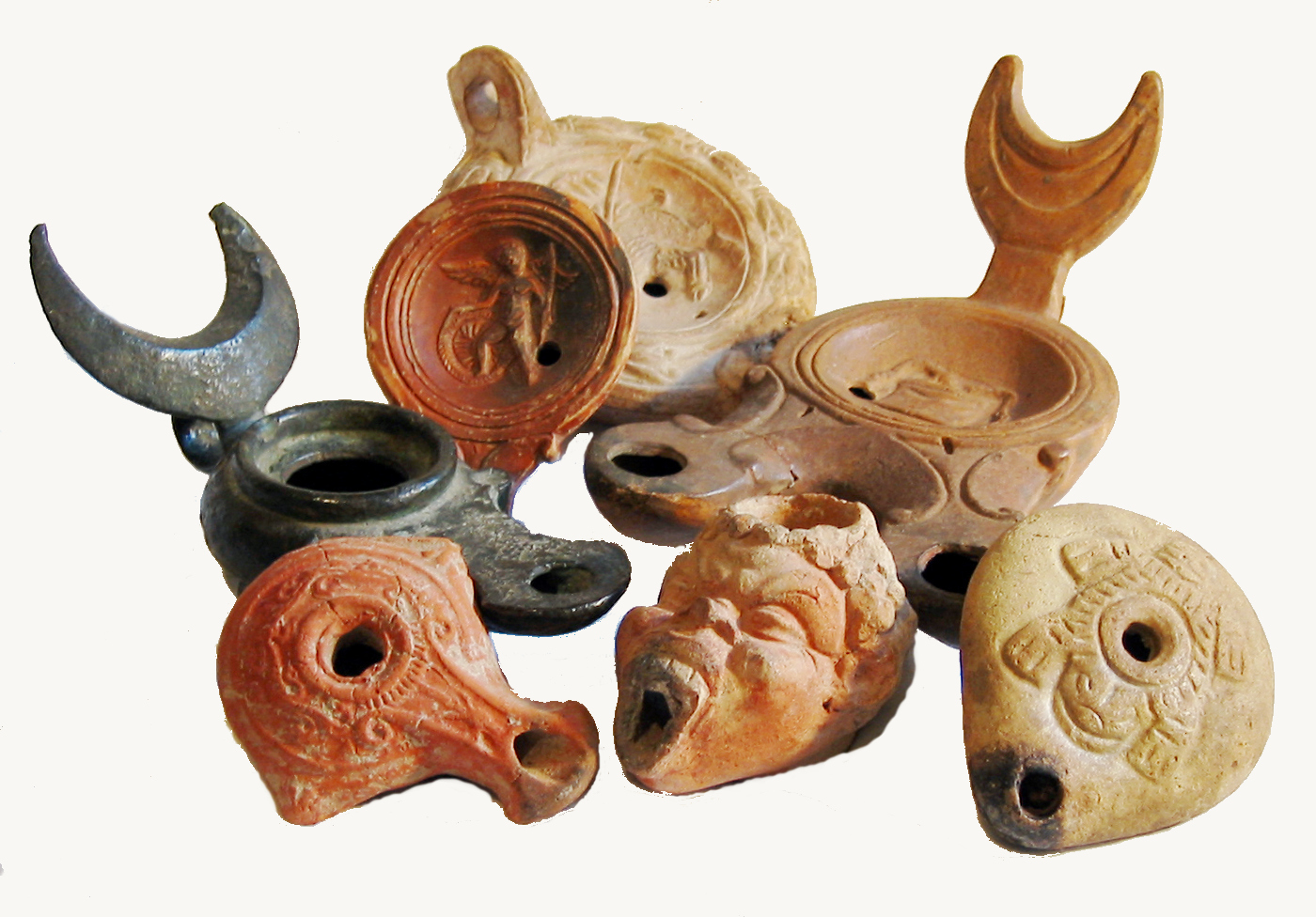
Gruppo di lucerne: antiche lampade a olio o sego.

## Collezionismo
Le lampade e i lampadari di design e di antiquariato sono spesso oggetto di collezionismo.

### Lampade di lusso
I fattori principali che determinano la valutazione di una lampada di lusso sono la sua rarità, la reputazione del designer, la provenienza (ad esempio se è appartenuta a un personaggio famoso oppure se è stata venduta da importanti case d'aste) e il suo stato di conservazione.
Molte delle lampade più costose al mondo sono lampade Tiffany, disegnate da Louis Comfort Tiffany e dal suo studio di design.

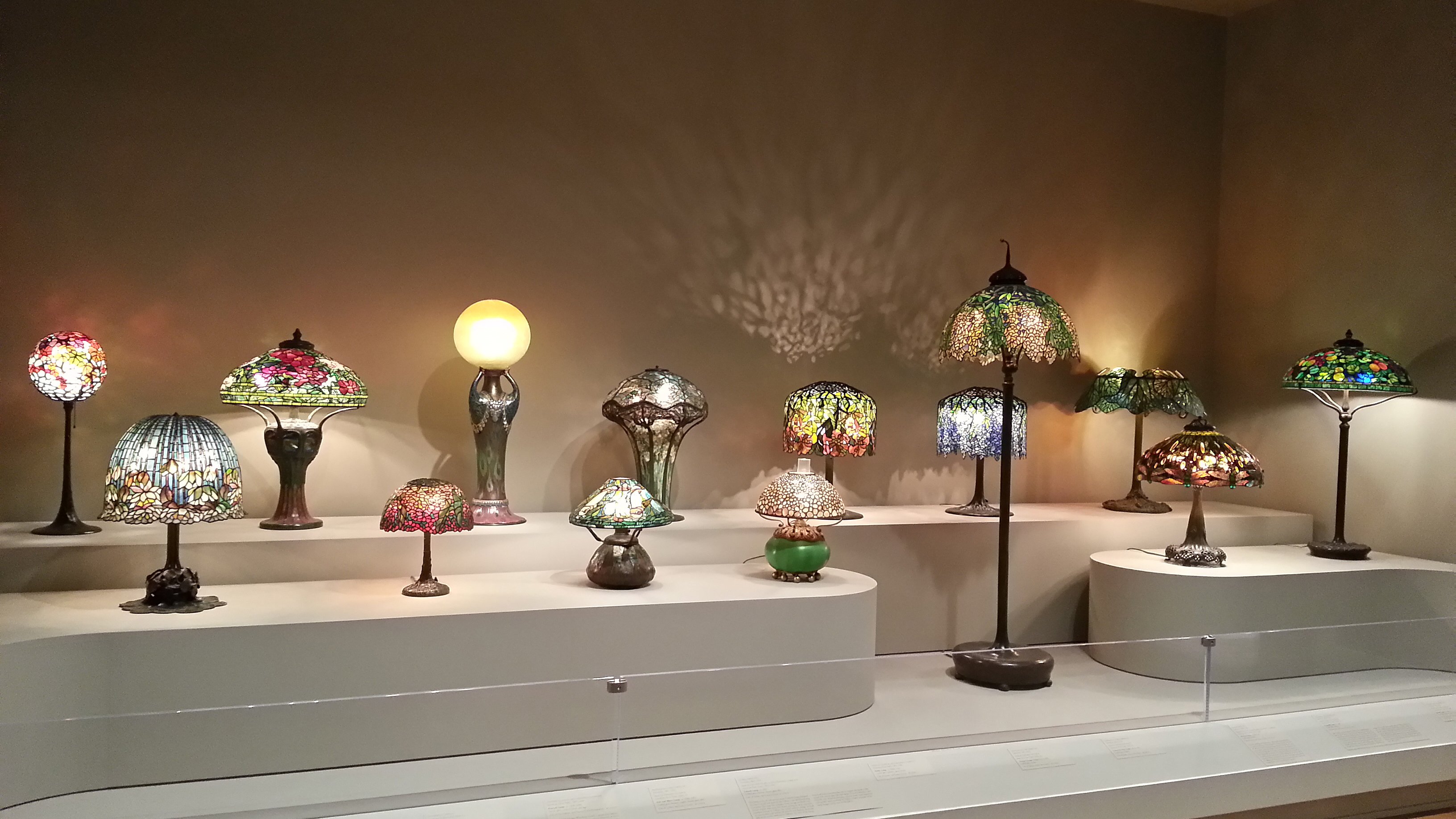
Collezione di lampade Tiffany del Museo di belle arti della Virginia

Nel 2024 le lampade e i lampadari più costosi al mondo sono state:
1. la lampada da tavolo Tiffany Studios "Pond Lily", disegnata nel 1903, venduta nel 2018 per 3,37 milioni di dollari dalla casa d'aste Christie's[2]
2. la lampada da tavolo "Pink Lotus" Tiffany, venduta nel 1997 per 2,8 milioni di dollari dalla casa d'aste Christie's[2]
3. la lampada da tavolo Tiffany Studios "Pink Lotus", venduta nel 1997 per 2,8 milioni di dollari dalla casa d'aste Christie's[2]
4. Tiffany Studios "Trumpet Creeper", venduta per 2,295 milioni di dollari alla casa d'aste Sotheby’s nel 2018[2]
5. il lampadario Kuwaiti Mall, valutato 1,8 milioni di dollari;[2] andato distrutto, ha detenuto il record del lampadario più costoso nel Medio Oriente[2]
6. Tiffany Studios "Wisteria", venduta per 1,565 milioni di dollari dalla casa d'aste Sotheby’s nel 2010[2]
7. Tiffany Studios "Elaborate Peony", venduta per 1,538 milioni di dollari[2]
8. la lampada L'Objet d'Art Lamp di Marc Newson, prodotta in soli 10 esemplari, ciascuno venduto a 1,5 milioni di dollari[2]
9. Tiffany Studios "Cobweb and Apple Blossom", venduta all'asta per 1,155 milioni di dollari[2]
10. Tiffany Studios "Snowball", venduta per 1,095 milioni di dollari[2]